# مک‌داول ۴۵۸۹
سیارک ۴۵۸۹ (به انگلیسی: 4589 McDowell، نامگذاری:1933OB) چهار هزار و پانصد و هشتاد و نهمین سیارک کشف شده‌است که در ۲۴ ژوئیه ۱۹۳۳ و در هایدلبرگ کشف شد.
قدر مطلق سیارک برابر ۱۳٫۸۰ است.